# Ireland's Eye
Ireland's Eye (en irlandais : Inis Mac Neasáin) est une île inhabitée au large du comté de Dublin, au nord d'Howth Head, à l'est de l'Irlande.

## Musique
Pour le clip vidéo de la chanson Ode to My Family des Cranberries, certaines séquences vidéo ont été tournées sur Ireland's Eye.